# Drei-Stadien-Gesetz
Das Dreistadiengesetz (oder auch Gesetz der Geistesentwicklung) des Philosophen Auguste Comte besagt, dass die Menschheit drei Stadien des Denkens/Wissens durchläuft, bis sie den Optimalzustand erreicht. Diese seien das theologische, das metaphysische und das positive Stadium. Das Durchlaufen sei vergleichbar mit dem Heranreifen eines Menschen. Das theologische Stadium wird in Comtes Theorie mit dem Kindesalter der Menschheit, das metaphysische mit der Pubertät und das positive mit dem „männlichen Geisteszustand“ identifiziert. Die Theorie des Dreistadiengesetzes hat einen stark teleologischen Charakter, d. h., sie unterstellt, dass die menschheitsgeschichtliche Entwicklung auf ein bestimmtes, von vornherein feststehendes Ziel gerichtet ist.

## Die drei Stadien

### Das theologische oder fiktive Stadium
Das theologische Stadium ist laut Comte nur provisorisch und hat eine vorbereitende Funktion in Bezug auf die folgenden Stadien. 
Die Neugier des Menschen treibt ihn dazu an, Fragen über seine Umwelt zu stellen. Er sucht nach den Ursachen und der Erzeugungsweise der Phänomene, die ihn beeindrucken. Also nach der absoluten Erkenntnis. Diese Bedürfnisse werden durch die anfängliche Neigung des Menschen, alle Phänomene den selbst produzierten anzugleichen, befriedigt. So erscheinen sie vertraut. Das theologische Stadium gliedert sich in drei Hauptformen: In den Fetischismus, den Polytheismus und den Monotheismus.

#### Der Fetischismus
Die ausgeprägteste dieser drei Hauptformen ist der Fetischismus. Hierbei wird allen äußeren Körpern ein dem unseren ähnliches Leben zugeschrieben. Diese Körper haben aber eine mächtigere Wirkung. Die Verehrung der Himmelskörper ist kennzeichnend für diese Phase, sie unterscheidet sich kaum vom Geisteszustand der Tiere.

#### Der Polytheismus
Während bis hierhin Instinkt und Phantasie in den menschlichen Theorien vorherrschend waren, tritt nun die Einbildungskraft in den Vordergrund. Den materiellen Objekten wird das Leben entzogen und fiktiven, meist unsichtbaren Wesen übertragen. Ihr aktives Eingreifen ist jetzt Ursache aller auftretenden Phänomene. Verdeutlichen kann man das am Beispiel der antiken Kulturen. Dort entwickelten sich aus ursprünglich lokal verehrten Gottheiten für jeden Bereich zuständige Götter. Verehrt wurde z. B. nicht nur das Meer, sondern auch ein Gott der Meere, so der griechische Poseidon  bzw. der römische Neptunus.

#### Der Monotheismus
In dieser Phase beginnt der Verfall der anfänglichen Philosophie. Die Vorstellung, dass alle natürlichen Phänomene an unveränderliche Gesetze gebunden seien, löst die Einbildungskraft immer mehr ab.

### Das metaphysische oder abstrakte Stadium
Das zweite Stadium ist eine Hinführung zum dritten und letzten Stadium. Comte nennt das metaphysische Stadium eine chronische Krankheit, die aber notwendig und unumgänglich sei. 
Auch in diesem Stadium sind die grundlegenden Fragen die gleichen geblieben: Der Mensch sucht immer noch nach der absoluten Erkenntnis, nur der Lösungsversuch ist ein anderer. Es werden nicht mehr fiktive, sondern abstrakte Wesenheiten, z. B. die Natur, zur Erklärung herangezogen. Die Einbildungskraft verliert an Bedeutung und die echte Beobachtung, der Verstand, gewinnt an Boden und wird so auf das positive Stadium vorbereitet. 
Comte bezeichnet das metaphysische Stadium als inkonsequent, denn es werden die Prinzipien des theologischen Systems beibehalten. Die Metaphysik steht nun vor der Alternative, das theologische Stadium zu restaurieren oder die Herrschaft der Theologie aufzulösen.

### Das positive oder wissenschaftliche Stadium
Die schrittweise frei gewordene Intelligenz ist nun über die notwendigen Vorstufen zum positiven Stadium gelangt, das den Endpunkt und somit den Optimalzustand darstellt. Grundlage dieses Stadiums ist, dass es unmöglich ist, absolute Erkenntnis zu erlangen. Es entwickelt sich das Gebiet der echten Beobachtungen, die die einzig mögliche Grundlage der Erkenntnisse sein können (Positivismus). Comte führt die Grundregel an, dass eine Behauptung nur sinnvoll sein kann, wenn sie sich auf eine schon einmal da gewesene Tatsache bezieht und somit nachvollziehbar ist. 
Die Einbildungskraft verliert an Bedeutung und ordnet sich der Beobachtung unter. So wird laut Comte ein völlig normaler Geisteszustand erreicht. 
Der grundlegende Unterschied dieses Stadiums von den ersten beiden ist, dass hier die einfache Erforschung von Gesetzen im Vordergrund steht. Es muss aber berücksichtigt werden, dass immer nur ein Teil eines Phänomens betrachtet werden kann. Der Verlust eines Sinnes würde bedeuten, dass der Menschheit eine Reihe von Phänomenen verborgen bleiben würde. Der Zugewinn eines Sinnes würde neue Erkenntnisse erbringen. Wissenschaftlich zu verwerten ist also immer nur der Teil eines Phänomens, den wir mit unseren Sinnen wahrnehmen können.
Die Gesetze dürfen nicht nur eine Anhäufung von Fakten sein. Sie sind nicht aus einfachen Tatsachen zusammengesetzt, sondern sie sollen vor allem der rationalen Voraussicht dienen. Comte nennt dies „sehen um vorauszusehen“. Es soll also erforscht werden, was ist, um auf Grund der Unwandelbarkeit der Naturgesetze sehen zu können, was sein wird.

## Zusammenfassung
Comte zeigt in seinem Dreistadiengesetz, dass der Geist des Menschen sich erst entwickeln muss, indem er diese Stadien durchläuft, bis er schließlich seine frei gewordene Intelligenz ganz nutzen kann. Im positiven Stadium ist der Mensch fähig, Phänomene kritisch zu betrachten und anhand der erlangten Erkenntnisse Voraussagen zu treffen. 
Über die einzelnen Stadien hinweg ist ein Positivwerden der Einzelwissenschaften zu bemerken. Im positiven Stadium sind schließlich alle Wissenschaften positiv, wobei die Soziologie die Krönung aller Wissenschaften darstellt. Sie vereint alle Merkmale der anderen Einzelwissenschaften in sich.